# Équation de Mincer

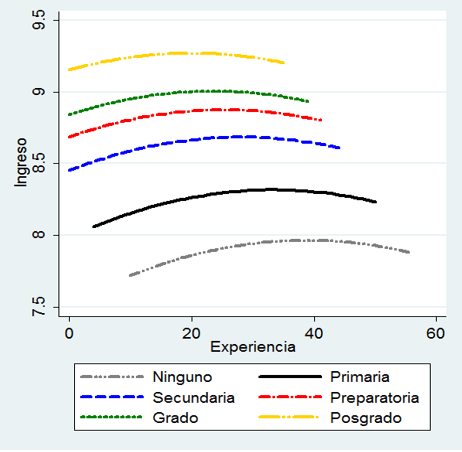
Graphique présentant les niveaux de revenus par niveau d'éducation pour le cas mexicain en utilisant l'équation de Mincer.

L'équation de Mincer est, en économie du travail et en économie de l'éducation, une relation mathématique reliant le nombre d'années d'études et le nombre d'années d'expérience au salaire d'un individu sur le marché du travail, nommée ainsi en mémoire de Jacob Mincer. Elle sert à mesurer l'arbitrage que font les agents entre la poursuite d'études supérieures et l'entrée directe sur le marché du travail. L'équation peut être notée
{\displaystyle \ln w=\ln w_{0}+\rho s+\beta _{1}x+\beta _{2}x^{2}}
avec {\displaystyle w} le revenu, {\displaystyle w_{0}} le revenu pour une personne sans éducation ni expérience, {\displaystyle s} le nombre d'années d'études et {\displaystyle x} le nombre d'années d'expérience.